# Тауриэль
Тауриэль (англ. Tauriel) — персонаж фильмов Питера Джексона «Хоббит: Пустошь Смауга» и «Хоббит: Битва пяти воинств», входящих в трилогию «Хоббит». В оригинальном произведении Джона Р. Р. Толкина, по которому сняты фильмы, этот персонаж отсутствует. Тауриэль — лесная эльфийка, её имя означает «дочь Леса», она возглавляет эльфийскую стражу. Её роль исполнила канадская актриса Эванджелин Лилли.
Создатели фильма Питер Джексон и Фрэн Уолш решили ввести Тауриэль, чтобы расширить мир эльфов и разбавить женским персонажем сценарий, в котором преобладают мужчины. Она относится к следопытам лесных эльфов Лихолесья, её социальный статус ниже, чем у других эльфов — Арвен, Галадриэль, Элронда и Леголаса. Как сказала Эванджелин Лилли, её персонажу «всего 600 лет, она просто ребёнок».

## В фильме
Она помогает гномам, когда на них нападают пауки Лихолесья, и спасает гнома Кили от гибели. Гномы попадают в плен к лесным эльфам Лихолесья, и их бросают в подземелье (причем Тауриэль сама отводит в темницу Кили и позднее общается с ним, после чего между ними возникает явная симпатия, перерастающая в невысказанные романтические чувства). Затем в момент беседы начальника стражи и короля лесных эльфов Трандуила участник похода Торина Дубощита на Эребор хоббит Бильбо Бэггинс освобождает гномов из заточения, и они пытаются бежать в бочках по реке. Эльфы по приказу узнавших о побеге гномов Леголаса и Тауриэль пытаются остановить гномов и подвергаются нападению орков во главе с Больгом. Тауриэль вступает в бой с орками и пленяет одного из них, а затем отправляется на поиски Кили и вместе с Леголасом является в Эсгарот. К тому времени гномы и хоббит находят поддержку в Озерном городе, и часть их во главе с Торином, включая Бильбо, отправляется к Одинокой Горе. Сам Кили, раненый орочьей стрелой в сражении с орками у дворца Трандуила, был вынужден остаться в доме Барда Лучника. Но он вместе с другими гномами и семья Барда подвергается нападению орков, и именно в этот момент на помощь приходят Леголас и Тауриэль. Эльфийка исцеляет Кили и вместе с гномами и детьми Барда спасается бегством из Эсгарота, на который напал дракон Смауг.
На берегу Долгого озера Кили признается в любви Тауриэль и умоляет её последовать с ним, он дарит ей амулет, но она прощается с Кили и вместе с Леголасом отправляется к горе Гундабад, куда орочий предводитель Азог отправил Больга за помощью. Начальник стражи и сын Трандуила видят армию орков Гундабада и спешат к Одинокой Горе, где уже в разгаре Битва Пяти Воинств. Тауриэль вступает в конфликт с Трандуилом, так как ранее нарушила запрет короля лесных эльфов — не выходить из дворца. Она вместе с Леголасом поднимается на воронью высоту и вступает в бой с орками, а также подвергается нападению Больга, но на помощь приходит Кили. Больг убивает племянника Торина Дубощита, но позже сам погибает от руки Леголаса. По окончании битвы Тауриэль пребывает в скорби по погибшему Кили, которого успела полюбить за это время.